# Elwood (Victoria)
Pour les articles homonymes, voir Elwood.
Elwood est une banlieue de Melbourne dans l’État de Victoria en Australie située à 8 km au sud-est du quartier central des affaires de Melbourne, dans la zone d'administration locale de la ville de Port Phillip.
Elwood avait une population de 15 153 habitants au recensement de 2021.
Elwood Beach est une destination balnéaire populaire au bord de la baie en été, où les plages sont utilisées à des fins récréatives pour la planche à voile, le vélo, le cricket et la marche.
La banlieue est connue pour son mélange d'architecture édouardienne et d'entre-deux-guerres, ses plages et ses rues verdoyantes, dont beaucoup sont bordées de platanes.

## Histoire
Les premiers habitants et propriétaires traditionnels de la zone aujourd'hui couverte par la ville de Port Phillip étaient les Yalukit (en) Wilum. Ils habitaient les zones marécageuses situées en contrebas d'Emerald Hill et le littoral sablonneux, qui s'étendait de St Kilda à Fishermans Bend (Port Melbourne). Les habitants aborigènes connaissaient la région de St Kilda sous le nom d'Euro-Yroke, nom qu'ils utilisaient pour décrire le grès rouge-brun trouvé le long de la plage.
Le 17 avril 1840, le navire Glen Huntly transportant 157 colons arrive à Port Phillip battant pavillon de la fièvre jaune, indiquant une maladie à bord. Au moins 50 de ses passagers souffrent du typhus. Une station de quarantaine, comprenant deux camps de tentes, est rapidement installée à Point Ormond (alors connue sous le nom de Little Red Bluff) pour les arrivants, un camp pour les malades et un pour les autres.Les arrivants ont été libérés de quarantaine en juin. Au moins trois arrivants sont morts au camp et ont été enterrés sur la falaise. Ils ont été transférés au cimetière de St Kilda en 1898.
Point Ormond est depuis des siècles la demeure du clan Yalukit Willam. La station de quarantaine a été installée juste à côté de ces zones humides. Cependant, les autochtones, ignorant l'établissement du dangereux camp, se rendent régulièrement dans ces milieux humides pour récolter des coquillages. Cette visite est citée par Charles La Trobe, alors surintendant du district de Port Phillip, comme raison pour expulser tous les camps aborigènes de Melbourne le 19 avril 1840.
À l'origine, Elwood est donc un marécage, avec Elster Creek se jetant dans le marais près de la plage. Pendant la majeure partie du XIXe siècle, les zones humides sont considérées comme un obstacle au développement. Le canal Elwood est construit pour relier le cours inférieur du ruisseau Elster à la baie de Port Phillip, à trois cents mètres au nord de Point Ormond. La colonisation européenne utilise des voies navigables comme Ester Creek pour l'élimination des déchets. En 1869, en raison des conditions déplorables du marais d'Elwood, les résidents demandent au conseil de St Kilda de supprimer l'abattoir.
L'installation du canal Elwood a fait d'Elwood une zone propice au développement résidentiel. Elwood a été initialement planifié autour des deux caractéristiques géographiques centrales d'Elster Creek (maintenant Elwood Canal) et du promontoire de Point Ormond, alors connu sous le nom de Little Red Bluff. À l'origine une banlieue ouvrière de classe moyenne au début du 20e siècle, Elwood a connu des vagues de gentrification et est aujourd'hui l'une des banlieues les plus recherchées de Melbourne au bord de la baie. De grandes maisons d'époque, la plupart datant des années 1920 et 1930 avec des touches art déco, ainsi que la proximité de la plage et de l'estran, ont rendu le quartier attractif.
À la fin des années 1970, comme à proximité de St Kilda, Elwood est connue pour sa vie nocturne et développe une réputation de quartier de cabaret. Beaucoup de ces lieux sont situés dans certains des vieux bâtiments les plus originaux de la banlieue.